# Olympische Sommerspiele 1996/Kanu – Einer-Kajak 500 m (Frauen)
Die Wettkämpfe im Einer-Kajak über 500 Meter bei den Olympischen Sommerspielen 1996 fanden vom 31. Juli bis 4. August 1996 auf dem Lake Lanier statt.
Beim Sieg von Rita Kőbán errang Josefa Idem mit Bronze ihre erste Olympiamedaille für Italien, nachdem sie 1984 noch Bronze im Zweier für Deutschland geholt hatte.

## Ergebnisse

### Vorläufe
Die jeweils ersten drei Boote qualifizierten sich direkt für die Halbfinals, die restlichen Athleten für die Hoffnungsläufe.

#### Vorlauf 1
| Rang | Athleten           | Nation              | Zeit         |
| ---- | ------------------ | ------------------- | ------------ |
| 1    | Josefa Idem        | Italien             | 1:50,303 min |
| 2    | Rita Kőbán         | Ungarn              | 1:50,423 min |
| 3    | Susanne Gunnarsson | Schweden            | 1:52,943 min |
| 4    | Aneta Pastuszka    | Polen               | 1:54,015 min |
| 5    | Anne Michaut       | Frankreich          | 1:57,623 min |
| 6    | Lior Karmi         | Israel              | 1:57,675 min |
| 7    | Gao Beibei         | Volksrepublik China | 1:59,943 min |
| 8    | Traci Phillips     | Vereinigte Staaten  | 2:02,847 min |

#### Vorlauf 2
| Rang | Athleten         | Nation              | Zeit         |
| ---- | ---------------- | ------------------- | ------------ |
| 1    | Ursula Profanter | Österreich          | 1:51,440 min |
| 2    | Caroline Brunet  | Kanada              | 1:53,024 min |
| 3    | Birgit Fischer   | Deutschland         | 1:54,880 min |
| 4    | Sayuri Maruyama  | Japan               | 1:58,160 min |
| 5    | Ingrid Haralamow | Schweiz             | 1:58,520 min |
| 6    | Erika Duron      | Mexiko              | 1:58,884 min |
| 7    | Irina Lyalina    | Usbekistan          | 1:59,996 min |
| 8    | Heidi Lehrer     | Antigua und Barbuda | 3:00,672 min |

#### Vorlauf 3
| Rang | Athleten              | Nation         | Zeit         |
| ---- | --------------------- | -------------- | ------------ |
| 1    | Katrin Borchert       | Australien     | 1:53,767 min |
| 2    | Ruth Nortje           | Südafrika      | 1:54,695 min |
| 3    | Belén Sánchez         | Spanien        | 1:55,043 min |
| 4    | Delphine Van de Venne | Belgien        | 1:57,363 min |
| 5    | Andrea Dallaway       | Großbritannien | 1:58,531 min |
| 6    | Raluca Ioniță         | Rumänien       | 2:00,059 min |
| 7    | Pavlína Jobánková     | Tschechien     | 2:07,811 min |

### Hoffnungsläufe
Die ersten vier Boote des jeweiligen Hoffnungslaufs und der zeitbessere Fünfte erreichten das Halbfinale.
Heidi Lehrer nahm nicht am Hoffnungslauf teil.

#### Hoffnungslauf 1
| Rang | Athleten              | Nation              | Zeit         |
| ---- | --------------------- | ------------------- | ------------ |
| 1    | Ingrid Haralamow      | Schweiz             | 1:57,891 min |
| 2    | Aneta Pastuszka       | Polen               | 1:58,359 min |
| 3    | Delphine Van de Venne | Belgien             | 1:59,027 min |
| 4    | Gao Beibei            | Volksrepublik China | 1:59,095 min |
| 5    | Traci Phillips        | Vereinigte Staaten  | 2:00,371 min |
| 6    | Erika Duron           | Mexiko              | 2:02,847 min |
| 7    | Pavlína Jobánková     | Tschechien          | 2:12,219 min |

#### Hoffnungslauf 2
| Rang | Athleten        | Nation         | Zeit         |
| ---- | --------------- | -------------- | ------------ |
| 1    | Sayuri Maruyama | Japan          | 2:04,829 min |
| 2    | Andrea Dallaway | Großbritannien | 2:04,885 min |
| 3    | Anne Michaut    | Frankreich     | 2:05,477 min |
| 4    | Lior Karmi      | Israel         | 2:05,737 min |
| 5    | Irina Lyalina   | Usbekistan     | 2:08,017 min |
| 6    | Raluca Ioniță   | Rumänien       | 2:11,941 min |

### Halbfinalläufe
Die ersten vier Boote des jeweiligen Halbfinals und der zeitbessere Fünfte erreichten das Finale.

#### Halbfinale 1
| Rang | Athleten           | Nation              | Zeit         |
| ---- | ------------------ | ------------------- | ------------ |
| 1    | Rita Kőbán         | Ungarn              | 1:48,842 min |
| 2    | Susanne Gunnarsson | Schweden            | 1:49,886 min |
| 3    | Ursula Profanter   | Österreich          | 1:50,066 min |
| 4    | Ingrid Haralamow   | Schweiz             | 1:50,830 min |
| 5    | Katrin Borchert    | Australien          | 1:51,142 min |
| 6    | Belén Sánchez      | Spanien             | 1:52,322 min |
| 7    | Andrea Dallaway    | Großbritannien      | 1:55,842 min |
| 8    | Anne Michaut       | Frankreich          | 1:55,930 min |
| 9    | Gao Beibei         | Volksrepublik China | 1:57,948 min |

#### Halbfinale 2
| Rang | Athleten              | Nation             | Zeit         |
| ---- | --------------------- | ------------------ | ------------ |
| 1    | Josefa Idem           | Italien            | 1:49,079 min |
| 2    | Caroline Brunet       | Kanada             | 1:49,575 min |
| 3    | Birgit Fischer        | Deutschland        | 1:51,863 min |
| 4    | Aneta Pastuszka       | Polen              | 1:53,255 min |
| 5    | Ruth Nortje           | Südafrika          | 1:53,611 min |
| 6    | Delphine Van de Venne | Belgien            | 1:54,687 min |
| 7    | Lior Karmi            | Israel             | 1:54,899 min |
| 8    | Sayuri Maruyama       | Japan              | 1:54,943 min |
| 9    | Traci Phillips        | Vereinigte Staaten | 1:55,339 min |

### Finale
| Rang | Athleten           | Nation      | Zeit         |
| ---- | ------------------ | ----------- | ------------ |
| 1    | Rita Kőbán         | Ungarn      | 1:47,655 min |
| 2    | Caroline Brunet    | Kanada      | 1:47,891 min |
| 3    | Josefa Idem        | Italien     | 1:48,731 min |
| 4    | Birgit Fischer     | Deutschland | 1:49,383 min |
| 5    | Susanne Gunnarsson | Schweden    | 1:49,591 min |
| 6    | Ursula Profanter   | Österreich  | 1:50,271 min |
| 7    | Katrin Borchert    | Australien  | 1:50,811 min |
| 8    | Ingrid Haralamow   | Schweiz     | 1:50,875 min |
| 9    | Aneta Pastuszka    | Polen       | 1:52,451 min |